# Вересовий трунок

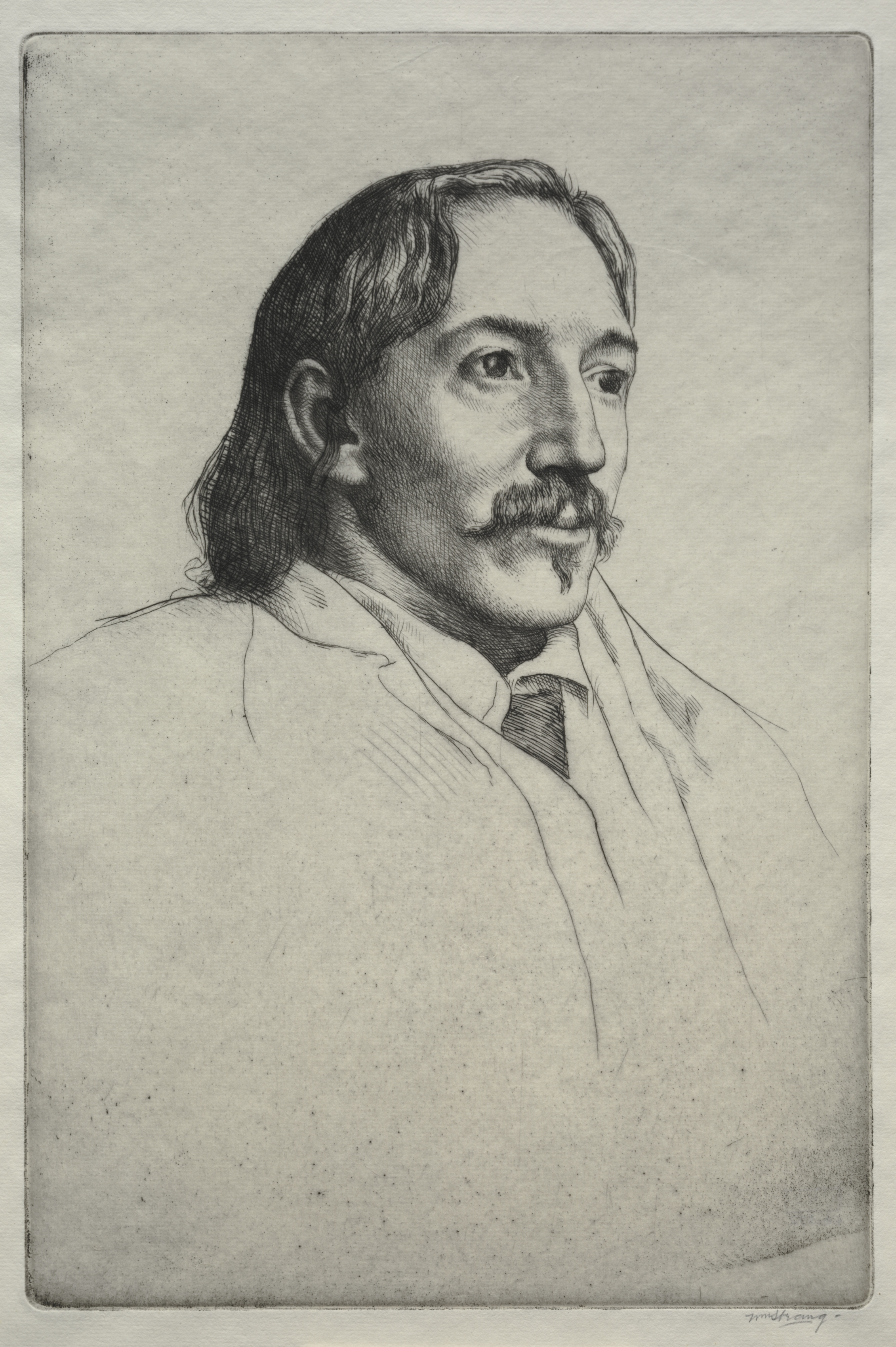
Автор балади «Вересовий трунок»

«Вересовий трунок» дослівно «Вересовий ель» — балада  Роберта Льюїса Стівенсона (1890). В оригіналі має також підзаголовок «Галловейська легенда» (англ. A Galloway Legend), за назвою місцевості Галловей на південному заході  Шотландії.

## Історія створення
Роберт Луїс Стівенсон, автор пригодницьких романів, у віці тридцять років написав баладу про незламність у боротьбі за волю і незалежність. Зазвичай, митець брав за основу якусь старовинну легенду й опрацьовував її. Основою балади Р. Стівенсона «Вересовий трунок» стала одна із давніх шотландських легенд, яка розповідала про легендарний народ — піктів.
Це найдавніший з відомих народів, які населяли Шотландію. Вперше про піктів згадується у 297 році нашої ери. Пікти боролися проти різних ворогів. Інколи вони програвали битви, втрачали території, але вперто знову воювали за свою землю. У IX столітті пікти були підкорені скоттами, тобто шотландцями, після чого змішалися з представниками інших народностей і перестали існувати як окремий народ.
Стівенсон використав легендарне уявлення про піктів і створив сюжетну лінію балади навколо таємниці. Це типово для фольклорних балад, коли герой повинен розкрити таємницю і звільнити чарівну силу. У баладі «Вересовий трунок» автор втілив одвічне прагнення народу до волі.
Вважають, що Стівенсон взяв за основу свого сюжету відому «Пісню про Нібелунгів», а саме епізод, у якому Хаген мотивує відмову розкрити місце знаходження скарбу тим, що поклявся трьом братам-королям зберігати таємницю, поки живий хоча б один з трьох (до цього моменту з усіх трьох живим був лише Гюнтер). Після вбивства Гюнтера він заявляє, що тепер таємниця помре разом з ним.

## Сюжет і композиція твору
«Балада про вересовий трунок» — зразок героїчної балади.
Балада складається з 11 восьмивіршів (римуються лише парні рядки). Вона написана мовою, стилізованою під старовину. Темою балади є трагічна загибель народу піктів у боротьбі зі скоттами. В експозиції автор оспівує вересовий напій, у зачині розкриває характер і звичаї піктів. Зав'язкою в баладі є захват території піктів загарбниками, знищення маленького народу. Двох останніх представників, батька і сина, привели до короля. Король обіцяє зберегти піктам життя, якщо вони відкриють таємницю приготування хмільного напою з вересу. Старий батько погоджується відкрити таємницю, але просить вкинути сина в море, ніби йому соромно зраджувати на очах у сина. Кульмінацією є епізод, у якому завойовники виконують прохання старого і юнака кидають у море. Після цього настає розв'язка: батько, усвідомлюючи невідворотність загибелі, вибирає для сина миттєву смерть. А старий помирає останнім, однак не віддає ворогам священної таємниці.
```
   Мене ж не злякає тортура. 
   Смерть мені не страшна, 
   І вересового трунку 
   Зі мною помре таїна!
```

## Художні образи
Батько — «останній пікт на землі» відважний, миролюбний і працьовитий, як і весь народ. Уміє варити трунок, який давав людям силу та повертав молодість. Чудодійний напій був «за мед солодший, Міцніший, аніж вино». Герой, як і його син, безіменний, тому що він є народ. Умови життя пивоварів були тяжкими, та вони були терплячими і невибагливими. Пікти мали свою культуру, звичаї, жили власними маленькими радощами, були самодостатніми. Пікти боролися проти ворогів, вперто захищали свою землю. Невисокий на зріст, як і всі пікти, старий мовчазним презирством і ненавистю до вбивць народу морально вивищується над сидячим у сідлі королем. Він усвідомлює, що загибель невідворотна і вибирає для сина кращу (миттєву) смерть. Рішуче звернення безоружного пікта до короля: «Немов горобчик цвірінькав, Мова лилася дзвінка». Відкритий погляд героя: жодного разу не відвів очей, трималися з сином впевнено і гідно. А старий помирає останнім, однак не віддає ворогам священної таємниці, яку" клявся повік берегти". Вороги можуть забрати в нього життя, але не його волю і любов до батьківщини.
Син — хлопець «отрочих літ», гідний батькової гордості: «Не смію я честь продавати, Як в очі дивиться син». У нього «мале, мов дитяче, тіло», він «ще не мав бороди». Юний пікт шанує батька, удвох вони сприймаються як єдине ціле: разом стояли, разом мовчали, разом не відвели погляду й протистояли ворогові.
Король Шотландії вирішив заволодіти секретом приготування напою. Він асоціюється з жахом («жахались»), його сила — зброя, яка несе смерть. «Володар шотландський» прагне «знищити їх до ноги». Завойовник вражений сміливістю і не розуміє, звідки у невисоких на зріст людей стільки відваги". Король іде на підступну хитрість: пропонує життя в обмін на секрет приготування вересового напою. Він не здатний збагнути секрет стійкості. Перемога не на його боці, можновладець і в кінці такий же "похмурий, Думу він думав свою: «Владар вересового краю — Чом з вересу трунку не п'ю?».
Образ вітчизни, національні цінності якої так геройськи захищають пікти, страждальний і величний. Червоний верес, немов кров полеглих броварів. Вражають маленькі, неначе дитячі, могилки, квіти вересу, що ростуть на них; «В могилках, немов дитячих, На кожній червоній горі, Лежали під квітом червоним Поснулі навік броварі».

## Фольклорні мотиви
У баладі розгортається боротьба між добром і злом, як і властиво фольклорним баладам. Портрети персонажів, як і у фольклорі, подані окремими штрихами. Автор не називає імен героїв, цим підкреслюючи втілені у них певні ідеї. З одного боку є жорстокий і підступний король зі своїми васалами, а з іншого — батько і син як представники племені піктів. Також наявні й інші фольклорні елементи: природа оживлена, є повтори, яскраві діалоги, епітети, метафори, гіперболи тощо.

## Символіка у баладі
Вересовий трунок для піктів є символом, святинею. Це — багатозначний символ. Він утілює любов до рідної землі, є символом пролитої у боротьбі за незалежність крові. Стівенсон наголошує, що цей напій пікти разом варили і разом пили, оспівували у піснях. «Маленький народ» свято беріг рецепт приготування. Це символ нескореності ворогам, він дорожчий за життя. У Шотландії верес символізує удачу, чистоту і захист. Квіти бувають різного кольору: рожевого, білого, червоного. Проте автор неодноразово привертає увагу до червоного кольору вересу. Червоний колір неодноразово згадується у творі, стаючи символічним. Король полював на піктів на горі, вкритій червоними квітами. Вересовими пелюстками вкривали тіла померлих і тих, хто помирає. Квітуючий верес був свідком героїчної загибелі батька і сина.

## Художні засоби
Автор використовує різні художні тропи, щоб розкрити прагнення до незалежності і волі.
- Епітети: чарівний напій, трунок медовий, квіт червоний, мова дзвінка
- Метафори: мчав по тілах спогорда, сіяв смерть і жах
- Антитези: щасливе життя піктів (строфа І) — нещастя, що їм приніс шотландський король (строфа ІІ); краса гір, уквітчаних вересом, — могили піктів як символ трагедії народу (строфа ІІІ); літнє буяння природи — похмурий настрій короля (строфа ІІІ); маленький зріст піктів — велич їхнього духу

## Перекладачі вірша українською мовою
- Український переклад належить поетові Євгену Крижевичу. Перекладач викладає зміст відповідно до оригіналу, але додає і деякі відмінності у свій переклад. Він називає баладу не «Вересовий мед», а «Вересовий трунок». Слово «трунок» мас спільний корінь зі словом «отрута». Таємниця виготовлення напою «отруїла» перемогу шотландського короля, звела її нанівець, адже моральна перемога виявилась на боці останнього пікта.

Український перекладач вживає щодо напою епітет «чарівний», розповідаючи про те, як цей трунок робив долю піктів радісною. Є. Крижевич двічі використовує означення «червоний» — до слів «гора» і «квіт» (вересу), і ці словосполучення з'являються після опису побоїща. Цей колір, що традиційно символізує пролиту кров, покликаний нагадувати про трагедію цілого народу

## Екранізація балади
- 1963 рік — створений діафільм Бордзиловський Вітольд Янович «Вересовий мед»[2].
- 1974 рік — на  Київської кіностудії науково-популярних фільмів по тексту балади  Іриною Гурвич був знятий однойменний мультиплікаційний фільм.